# Lobio

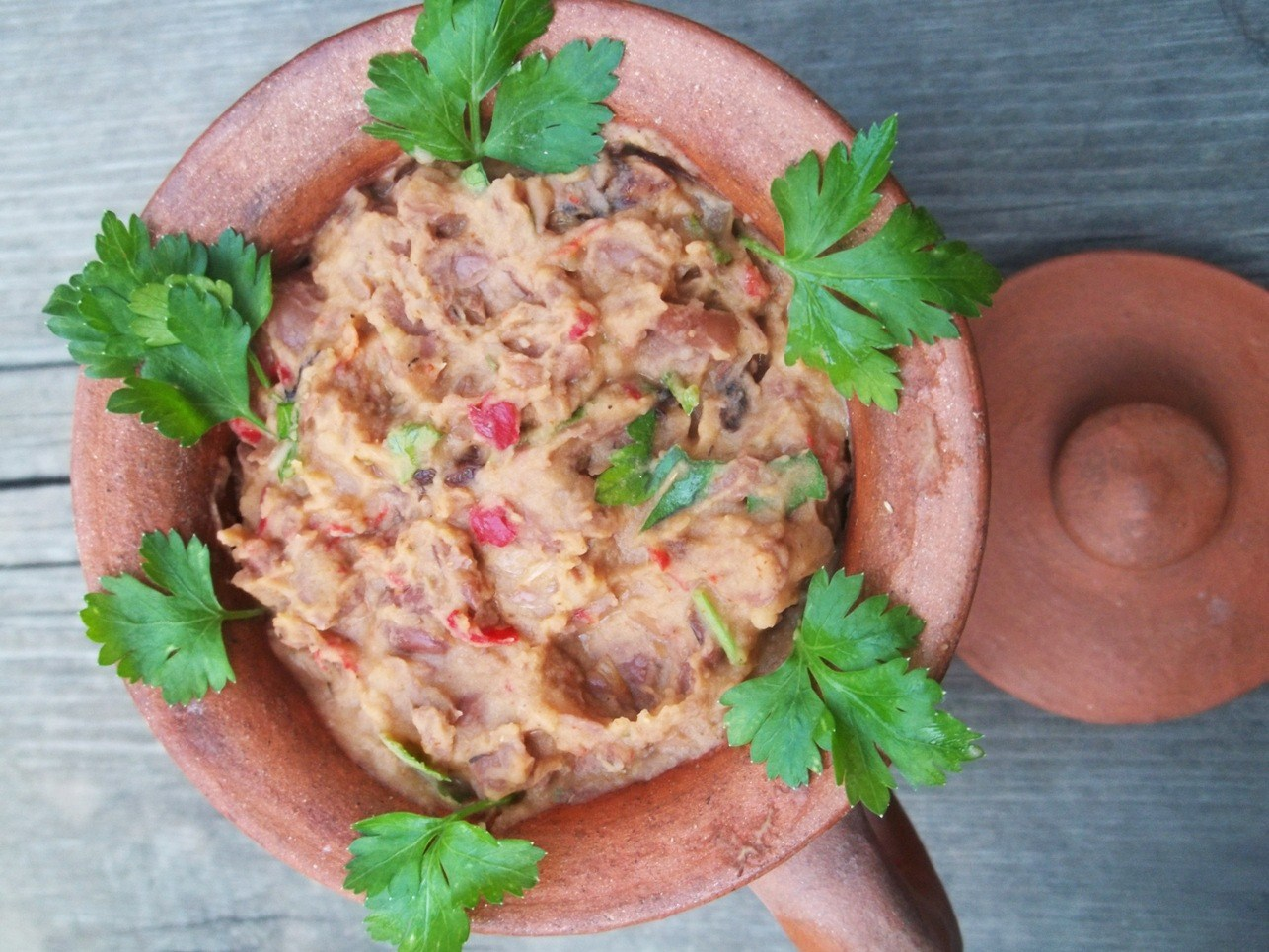
Lobio mit Sommer-Bohnenkraut und Adschika

Lobio (georgisch ლობიო) ist ein traditionelles Bohnengericht der georgischen Küche, das als Beilage oder allein als Fastenspeise serviert wird.
Zur Zubereitung werden zuerst rote Bohnen in Wasser eingeweicht. Danach kocht man sie in Salzwasser, das mindestens zweimal gewechselt wird. Wenn die Bohnen gar sind, werden sie leicht gestampft und mit gerösteten Zwiebeln, Koriander- und Petersiliengrün sowie scharfem Paprika (Chilischoten), Salz, Pfeffer und Knoblauch gewürzt. Zum Standardgericht gehören Walnüsse. Außerdem können Sulguni-Käse, Porree oder Kirschpflaumensauce (georgisch Tkemali) hinzugegeben werden.
Serviert wird Lobio in Terrakotta-Gefäßen mit Deckel. Früher wurde das Gericht auch in solchen Gefäßen im Feuer geschmort.
Es gibt Varianten des Lobio, die aus anderen Bohnensorten zubereitet und anders gewürzt werden. Mildere Formen werden mit weißen Bohnen und Dill oder frischen grünen Bohnen und Ei zubereitet.